# Morganatiskt äktenskap

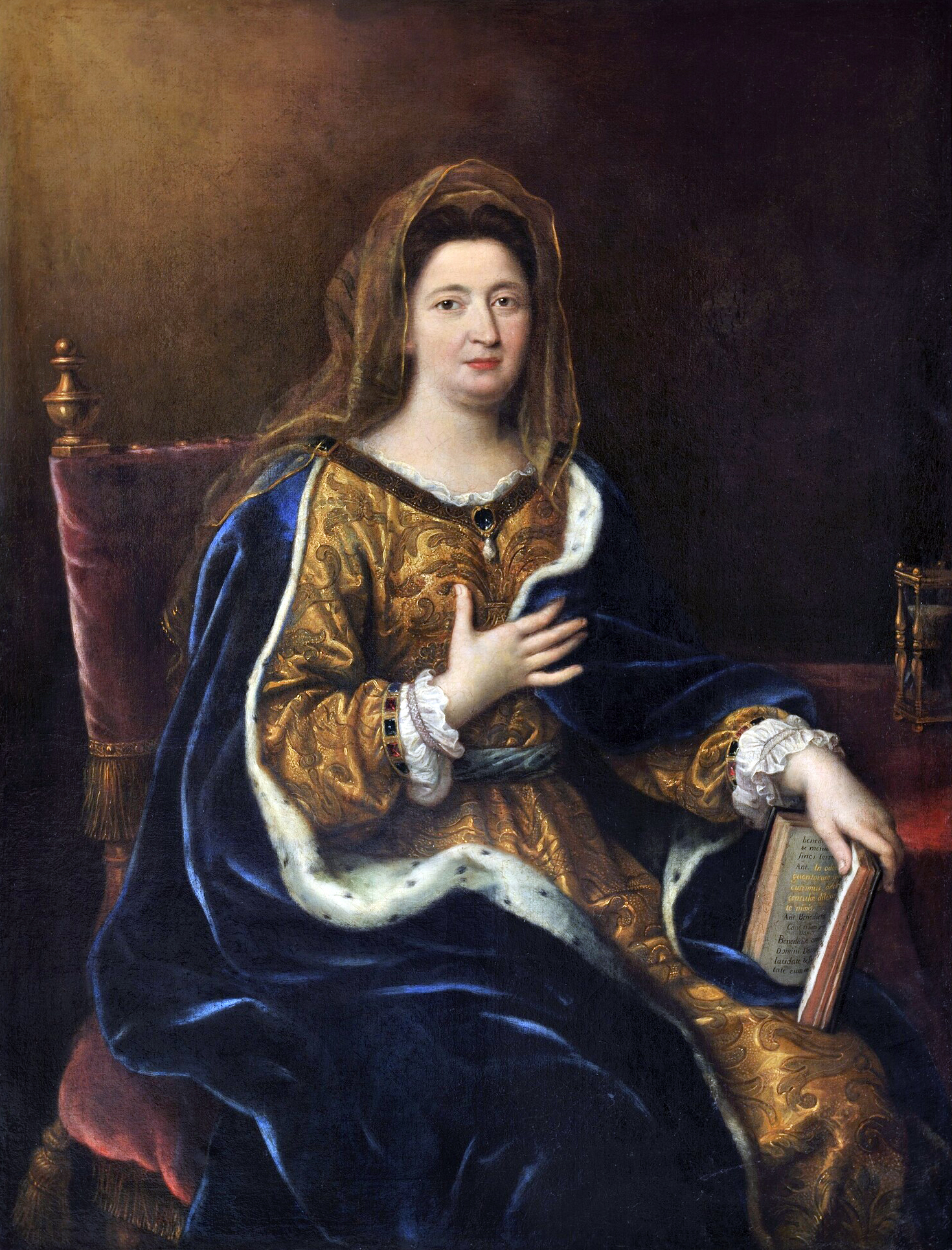
Pierre Mignard - Françoise d'Aubigné, marquise de Maintenon (1694)

Morganatiskt äktenskap (medeltidslatin matrimonium ad morganaticam) är ett äktenskap mellan en medlem av ett av Europas furstehus och en person av lägre rang, det vill säga tillhörande högadel, lågadel eller borgerlig släkt ("ofrälse"), där personen med lägre rang inte inkluderades i makans/makens högre rang trots äktenskapet. 

## Bakgrund
Kvinnan och de blivande barnen fick, genom ett särskilt avtal, ingen delaktighet i vare sig mannens bördsrätt, stånd eller villkor. Brukligt var att mannen gav bort en del av sin fasta förmögenhet som morgongåva (morganatica), eftersom varken barn eller hustru hade någon arvsrätt efter mannen. 
I motsats till konkubinatet räknas i kyrkligt hänseende det morganatiska äktenskapet som ett fullgiltigt äktenskap i avseende på att samlivet inte gav upphov till horsbrott. Bruket att mannen vid sådan vigsel räcker vänstra handen åt bruden har givit anledning till benämningen äktenskap till vänster (tyska Ehe zur linken Hand).
Denna form av äktenskap har förekommit ända sedan medeltiden, i såväl Italien – matrimonia lege salica – som i Tyskland. Även män tillhörande högadel och lågadeln kunde ingå morganatiska äktenskap med ofrälse kvinnor. Det fanns även motsvarigheter till de morganatiska äktenskapen, då en kvinna av furstlig börd, utan att avstå från sin ställning, gifte sig med en icke jämbördig man.
Vanligast var att det var män som gifte sig med kvinnor av lägre rang, men det omvända har även skett. Maria Louise av Österrike gifte sig vid två tillfällen morganatiskt med adelsmän: 1814 med Adam Albert von Neipperg, och 1834 med Charles-René de Bombelles. Ludvig XIV:s kusin Anne Marie Louise av Orléans uppges också i hemlighet ha gift sig med Antoine Nompar de Caumont, ett äktenskap hennes kusin vägrade acceptera. 
För svensk rätt har morganatiska äktenskap alltid varit okända. Även inom engelsk rätt har morganatiska äktenskap aldrig heller erkänts.

## Kända exempel på morganatiska äktenskap
- 1472 – Kurfurst Fredrik "den segerrike" av Pfalz och Clara Tott.
- 1615 – Kung Kristian IV av Danmark och Kirsten Munk.
- 1670 – Anne Marie Louise av Orléans och hertig Antoine Nompar de Caumont.
- 1684 – Kung Ludvig XIV av Frankrike och Madame de Maintenon.
- 1694 – Dauphin Ludvig av Frankrike och Marie-Emilie de Joyly de Chouin.
- 1698 – Furst Leopold I av Anhalt-Dessau och Anna Louise Föhse.
- 1730 – Kung Viktor Amadeus II av Sardinien och Anna Canalis di Cumiana.
- 1773 – Hertig Ludvig Filip av Bourbon-Orléans och Madame de Montesson.
- 1787 – Storhertig Karl Fredrik av Baden och Luise von Geyersberg (1817 erkändes dock sonen Leopold som fullvärdig medlem av furstehuset p.g.a. att inga andra arvingar fanns och uppsteg på tronen 1830.)
- 1820 – Storfurst Konstantin Pavlovitj av Ryssland och Joanna Grudzińska.
- 1821 – Marie Louise av Österrike och greve Adam Albert von Neipperg.
- 1833 – Maria Kristina av Bägge Sicilierna och Agustín Fernando Muñoz y Sánchez, 1:a hertig av Riánsares.
- 1835 – Alexander, hertig av Württemberg och Claudine Rhédey von Kis-Rhéde.
- 1841 – Kung Vilhelm I av Nederländerna och Henriette d'Oultremont.
- 1841 – Kurfurst Vilhelm II av Hessen och Emilie Ortlöpp.
- 1850 – Kung Fredrik VII av Danmark och Louise Rasmussen.
- 1851 – Prins Alexander av Hessen-Darmstadt och Julia von Haucke.
- 1869 – Kung Viktor Emanuel II av Italien och Rosa Vercellana.
- 1880 – Kejsar Alexander II av Ryssland och Jekaterina Dolgorukova.
- 1891 – Storfurst Michael Michailovitj av Ryssland och Sophie von Merenberg.
- 1900 – Ärkehertig Franz Ferdinand av Österrike och Sophie von Chotek.
- 1912 – Storfurst Michail Aleksandrovitj av Ryssland och Natalia Brasova.
- 1941 – Belgarnas kung Leopold III och Lilian Baels